# Alineació Democràtica (2015)
L'Alineació Democràtica (en grec: Δημοκρατική Συμπαράταξη (ΔΗΣΥ), romanitzat: Dimokratiki Symparataxi, DISY) va ser una coalició política a Grècia per a les eleccions legislatives de setembre de 2015.

## Història
L'aliança es va fundar el 30 d'agost de 2015, abans de les eleccions de setembre de 2015, com a coalició electoral del Moviment Socialista Panhel·lènic(PASOK), l'Esquerra Democràtica (DIMAR) i altres partits minoritaris en el context de la reconstrucció de l'espai socialdemòcrata ja iniciada amb l'Olivera - Alienació Democràtica.
A les eleccions va obtenir el 6,3% dels vots i 17 escons al Parlament Hel·lènic (16 pel PASOK i 1 per DIMAR), el que suposava un augment d'1.14% i 4 diputats respecte els resultats combinats a les darreres eleccions de gener de 2015, aturant finalment la sagnia per part del PASOK que van iniciar a les eleccions de 2012.
Més endavant, al gener de 2017, incorporarien a la coalició el Moviment de Socialistes Democràtics (KIDISO) i la Unió per a la Reforma Nacional Democràtica, a més d'incorporar al grup parlamentari als diputats Ilchan Achmet(per part del PASOK) i Konstantinos Bargiotas(per part de DIMAR) que havien estat escollits per To Potami.
Al juliol del mateix any, la presidenta del PASOK i dirigent de DISY, Fofi Gennimata, va anunciar la creació d'una nova organització unificada de centre-esquerra a Grècia, el que acabarà sent el Moviment pel Canvi (KINAL). Al novembre van celebrar primàries per escollir el nou president, que va tornar a guanyar Fofi Gennimata en segona volta davant un altre candidat del PASOK, Nikos Androulakis.
Al 2018 es va incorporar al grup parlamentari el diputat per la Unió de Centristes Georgios-Dimitrios Karras, mentre que al 2019 va ser destituït Thanasis Theocharopoulos, del sector de DIMAR, per votar a favor de l'acord amb Macedònia.
La coalició va ser dissolta de facto a favor del Moviment pel Canvi a partir del 2018.

## Partits membres
| Partit | Partit                                       | Ideologia             | Líder                      |
| ------ | -------------------------------------------- | --------------------- | -------------------------- |
|        | Moviment Socialista Panhel·lènic (PASOK)     | Socialdemocràcia      | Fofi Gennimata             |
|        | Esquerra Democràtica (DIMAR)                 | Socialisme democràtic | Thanassis Theocharopoulos  |
|        | Moviment de Socialistes Democràtics (KIDISO) | Socialisme democràtic | Geórgios Andreas Papandreu |
|        | Moviments Ciutadans per la Socialdemocràcia  | Socialdemocràcia      | Michalis Chalaris          |
|        | Unió per a la Reforma Nacional Democràtica   | Socioliberalisme      | Apostolos Pontas           |
|        | Veu de la Democràcia                         | Socioliberalisme      | George-Dimitrios Karras    |

## Resultats electorals

### Eleccions legislatives
| Any       | Líder          | Resultats | Resultats | Resultats | Resultats | Resultats | Pos. | Govern   |
| Any       | Líder          | Vots      | %         | +/-       | Escons    | +/−       | Pos. | Govern   |
| --------- | -------------- | --------- | --------- | --------- | --------- | --------- | ---- | -------- |
| 2015 (II) | Fofi Gennimata | 341,390   | 6.4%      | +1.14     | 17 / 300  | 4         | 4t   | Oposició |